# Emo-bike
Die emo-bike GmbH & Co KG ist ein 2011 gegründeter Hersteller von Elektro-Kleinkrafträdern. Das Unternehmen vertreibt selbst entwickelte, elektrisch angetriebene Mopeds unter dem Markennamen FEDDZ.

## Geschichte
Am 21. Januar 2011 gründeten Edmund Patriarcheas und Karl-Heinz Fink in Biberach an der Riß die emo-bike GmbH & Co KG. Persönlich haftender Gesellschafter war die Patriarcheas & Fink Verwaltungs GmbH. Zweck des Unternehmens war die Entwicklung, Produktion und Vermarktung eines elektrischen Kleinkraftrades. Konzept und Design stammen von Industriedesigner Jürgen Hinderhofer aus dem Biberacher Designbüro Slogdesign.
2012 erfolgte die Eintragung der Marke FEDDZ („Fahre elektrisch durch die Zukunft“) in das Markenregister. 2014 erhielt das Elektro-Kleinkraftrad seine Straßenzulassung vom Kraftfahrtbundesamt und wurde erstmals der Öffentlichkeit vorgestellt.
Am 17. September 2015 verlegte emo-bike seinen Sitz in das benachbarte Warthausen. Am 25. August 2016 wurde das Unternehmen von der Schmitz Verwaltungs GmbH übernommen, deren Tochter EMB Elektromaschinenbau GmbH bisher schon die Elektromotoren geliefert hatte. Infolgedessen verlegte der neue Geschäftsführer Markus Schmitz den Sitz der Firma an den heutiger Standort Industriestraße 63 in Mittelbiberach und begann dort 2017 mit der Serienproduktion.
Verkauf der Firma an die Ascend Tapio S.á.r.l zum 12. Juli 2022 (Eintragung Handelsregister am 18. Oktober 2022). Herr Jörg Buchholz als Geschäftsführer berufen. Herr Markus Schmitz komplett ausgeschieden.

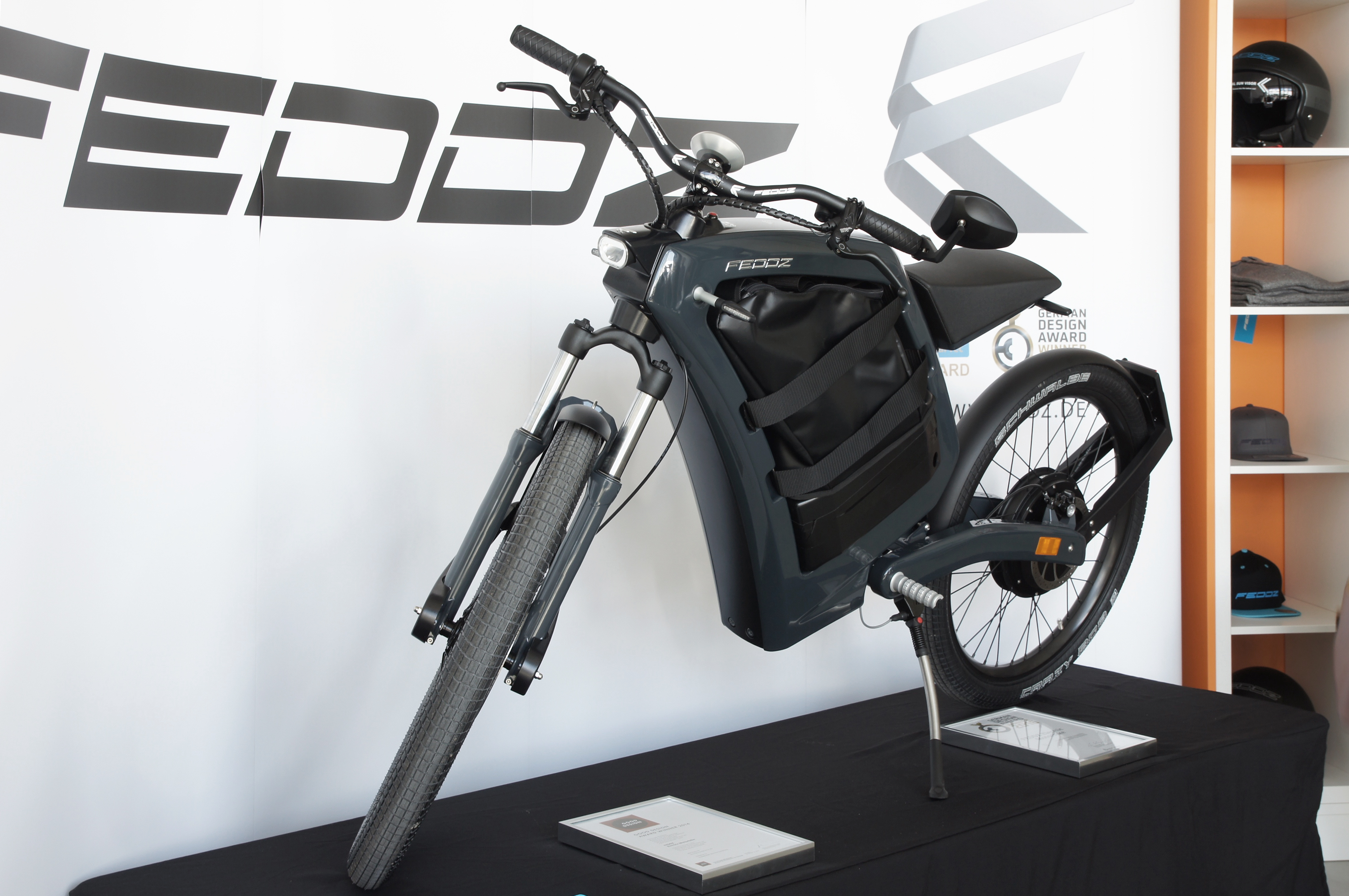

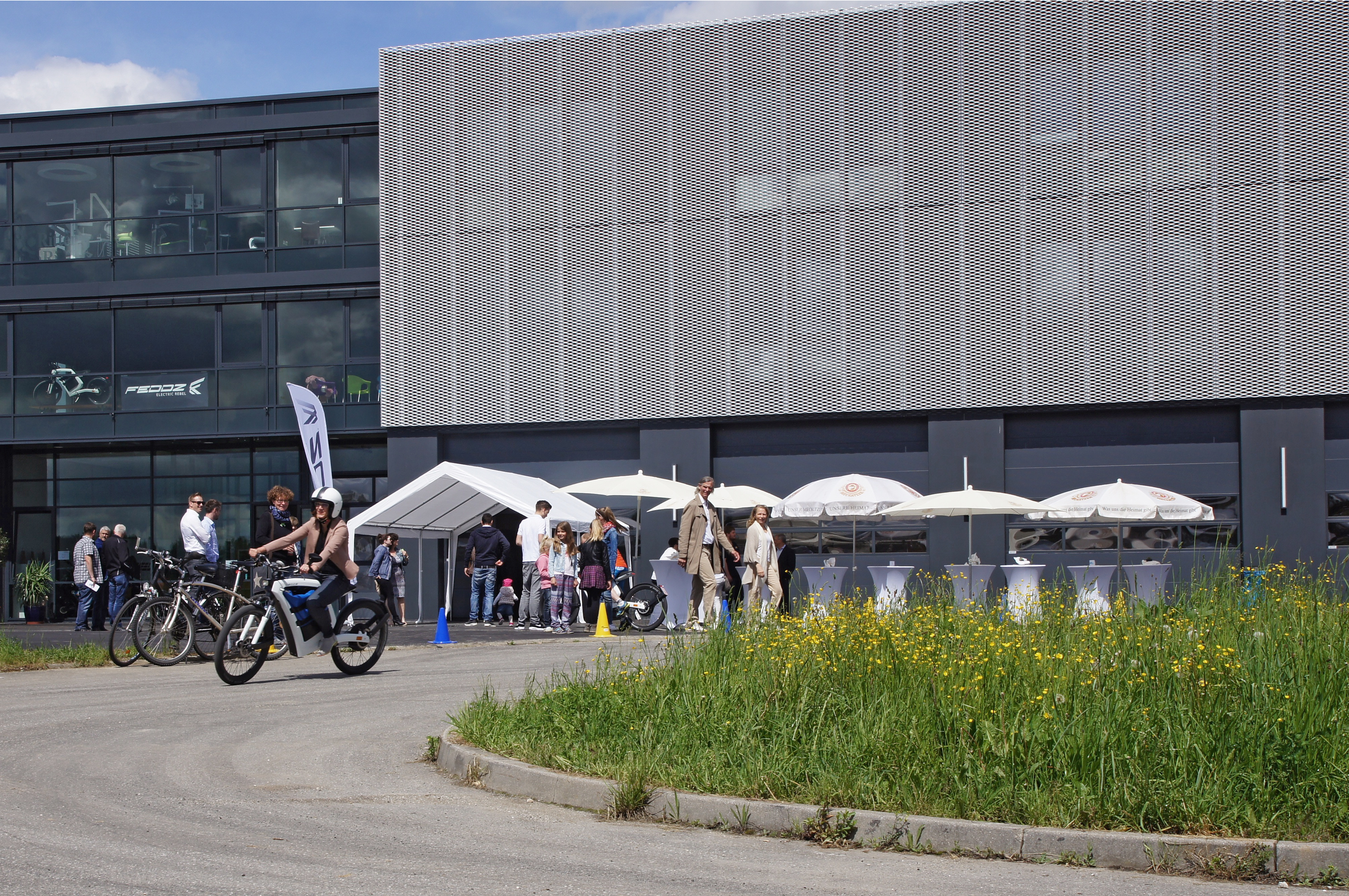

## Produkt
- FEDDZ Elektro-Kleinkraftrad, Fahrzeugkategorie L1E mit 2 kW/2,4 kW Hinterradnaben-Elektromotor.[8][9]

## Auszeichnungen
- 2012 eCarTec Award
- 2013 Chicago Athenaeum Good Design Award[10]
- 2013 Großer Preis der iENA[11]
- 2016 German Design Award[12]